# Ruf CTR3
O Ruf CTR3 é um carro esportivo de motor intermediário produzido pela fabricante alemã Ruf Automobile . O CTR3 foi apresentado no circuito internacional do Barém no 20º aniversário do CTR original da Ruf em 13 de abril de 2007, em conjunto com a abertura de uma nova fábrica da Ruf no circuito.
Continuando a tradição da Ruf de aprimorar os automóveis Porsche, o CTR3 compartilha o estilo da carroceria e o tipo de motor com os contemporâneos Porsche 987 Cayman e Porsche 997.1 Turbo. Pela primeira vez, no entanto, apresenta uma carroceria projetada pela Ruf, construído em uma plataforma dedicada projetada em conjunto com a Multimatic e é particularmente estilizado para refletir a sensação visual dos carros de corrida de Le Mans antigos das décadas de 1950 e 1960. Além disso, a Ruf adotou o layout de motor central do Porsche Cayman para o carro novo, em vez do layout de motor traseiro tradicional dos modelos CTR anteriores (CTR e CTR2).

## Especificações
A Ruf CTR3 é alimentado por um motor de seis cilindros de 3 litros duplo turboalimentado  produzindo uma potência máxima de 691 cavalos de 7.600 rpm de torque a 4.000 rpm. O bloco de cilindros e os cabeçotes são feitos de liga de alumínio com furo e curso de 76,4 milímetros e o motor utiliza uma válvula dupla.  O motor tem uma taxa de compressão de 9,2: 1 e é controlado por uma ECU da Bosch Motronic .
O motor de seis cilindros está emparelhado com  dois turbocompressores KKK K24 e dois intercoolers ar-ar.

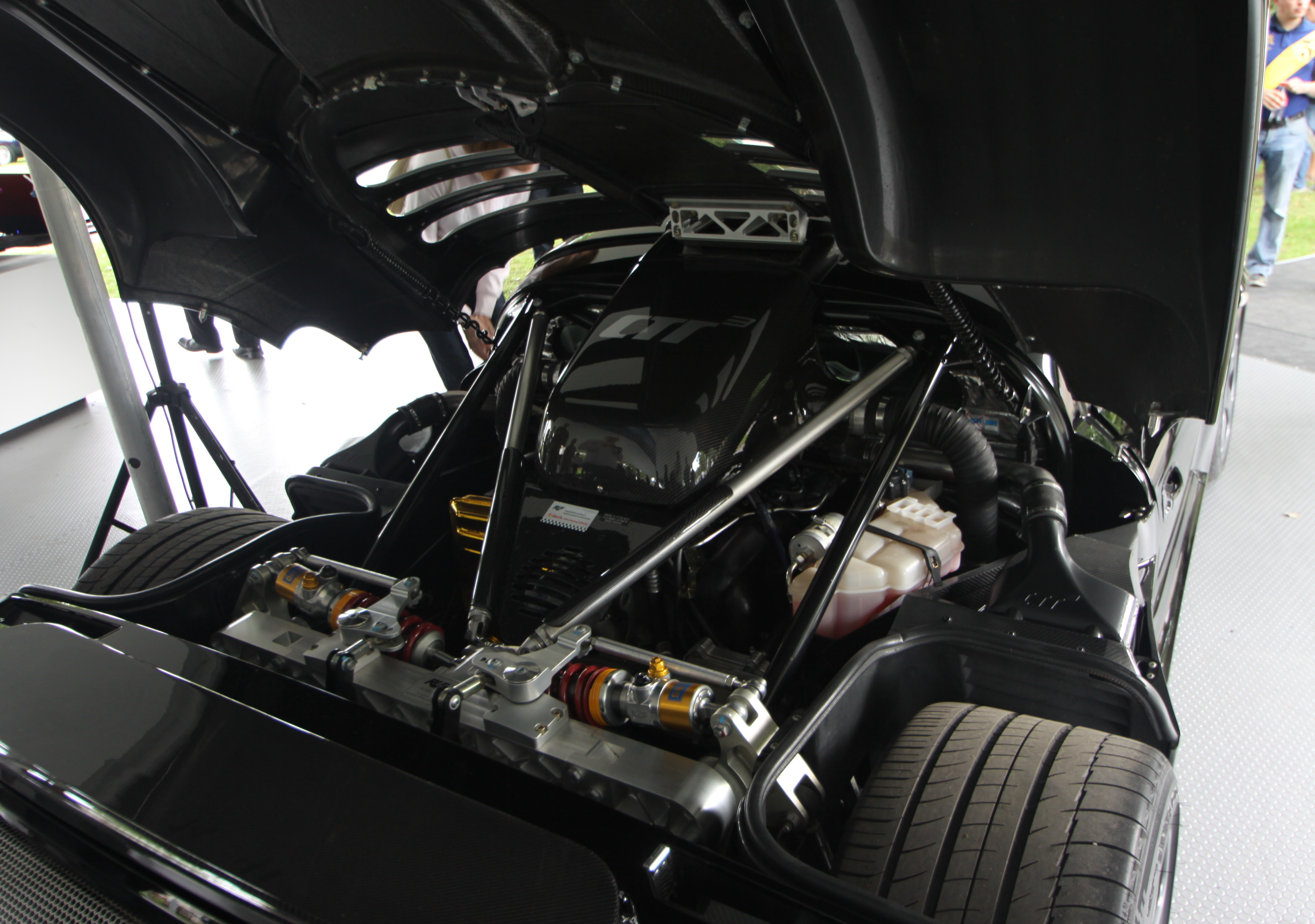
O mecanismo H6-TT no CTR3

### Transmissão
O CTR3 está equipado com uma transmissão manual seqüencial de 6 velocidades, transversalmente montada. A transmissão está emparelhada com um diferencial de escorregamento limitado.

### Chassis
O CTR3 possui uma estrutura construída em alumínio e aço com zinco para as seções dianteira e passageira do carro.  A estrutura traseira em torno do motor é uma estrutura espacial construída em um alojamento de alumínio  da Multimatic que a Ruf chama de gaiola. Os painéis da carroceria são feitos de um composto de kevlar - carbono e o carro pesa 1,400 quilogramas (3,09 lb)  no total.

### Suspensão
O CTR3 utiliza a suspensão MacPherson no eixo dianteiro do Porsche 911 e a suspensão multi-link com bobina horizontal sobre amortecedores no eixo traseiro. Barras anti-rolamento são instaladas nos dois eixos.

### Rodas
O CTR3 está equipado com rodas de alumínio forjado com diâmetros de 19 polegadas na frente e 20 polegadas na traseira. Os pneus são Michelin Pilot Super Sports com códigos de 255/35 ZR 19 para a frente e 335/30 ZR 20 para a traseira. Os freios são discos compostos de cerâmica ventilados, com um diâmetro de 380 mm cada e utilizando pinças de alumínio de seis pistões na frente e na traseira.

## CTR3 Clubsport

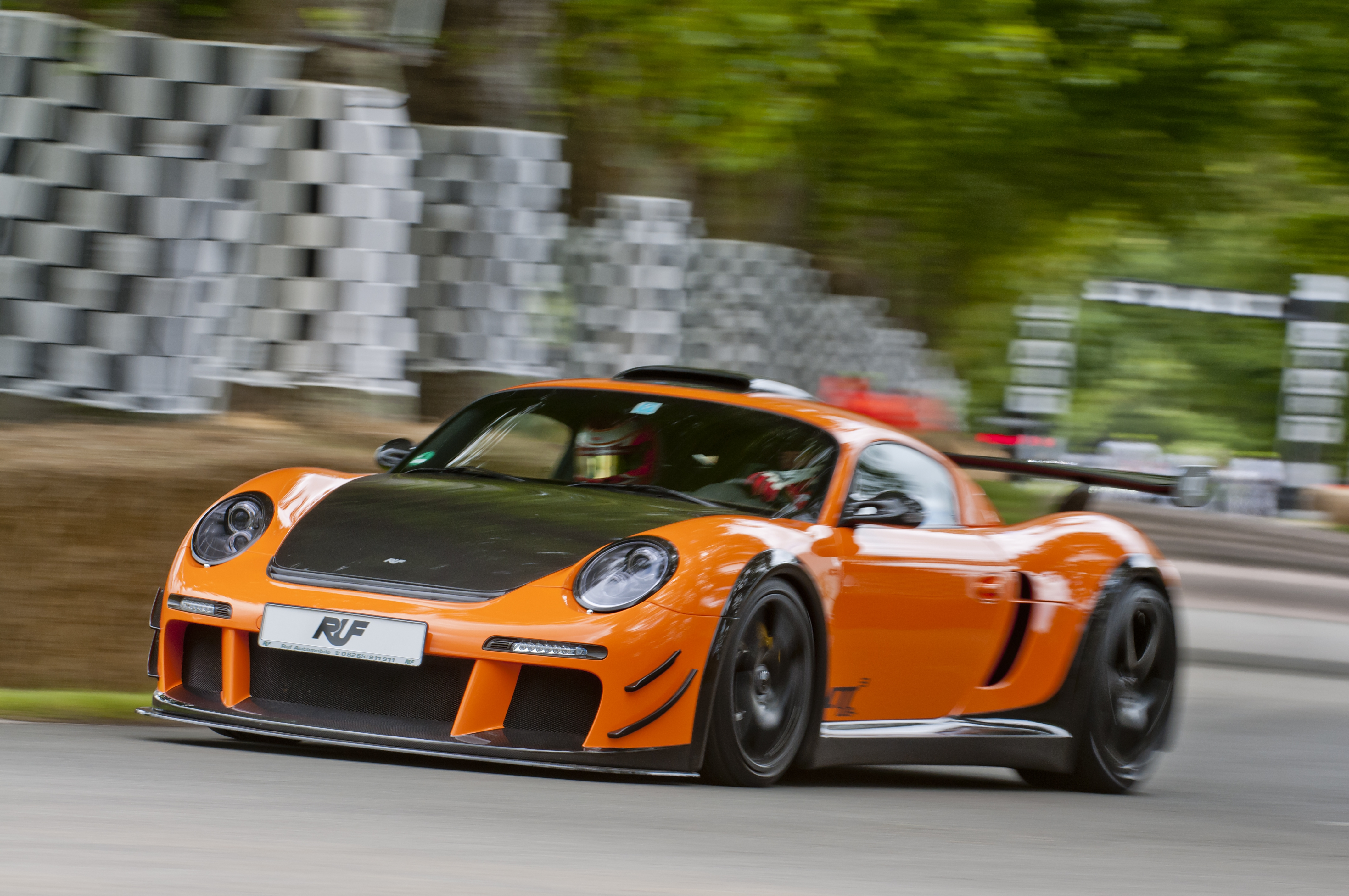
Ruf CTR3 Clubsport

A Ruf apresentou a variante CTR3 Clubsport no Salão Automóvel de Genebra de 2012 como uma evolução e substituição do CTR3 padrão. O Clubsport possui um motor revisado com potência aumentada para 766hp a 7.000 rpm e torque máximo de 4.000 rpm. O Clubsport também introduziu uma transmissão opcional de dupla embreagem de 7 velocidades, além da manual seqüencial padrão de 6 velocidades. Em maio de 2018, apenas 7 carros CTR3 Clubsport foram fabricados, além de 30 carros CTR3 padrão.
O CTR3 Clubsport compartilha muitos recursos com o Lykan HyperSport, um carro desenvolvido com o mesmo motor. Entre essas semelhanças estão: motor (3.7L twin-turbo flat-six), transmissões (manual sequencial de 6 velocidades e PDK de 7 velocidades), suspensão (frente MacPherson com suspensão dianteira e traseira com vários elos), rodas, pneus e freios (255 / 35 ZR 19 para a frente, 335/30 ZR 20 para a traseira, discos de cerâmica de carbono de 380 mm), peso (1.377 kg para o CTR3 e 1.380 kg para o Hypersport) e dimensões físicas (altura e comprimento dentro de 35 mm, distância entre eixos e largura são idênticos em 2.625 mm e 1.944 mm, respectivamente).

## Performance
O CTR3 reivindicou tempos de aceleração de 0 a 100 km / h em 3,2 segundos, com uma velocidade máxima estimada em 233 milhas por hora (375 km/h). Os 86 cavalos de potência extras e 91 N⋅m de torque no Clubsport reduzem o tempo de 0 a 100 km / h para 3,0 segundos, com uma velocidade máxima estimada em 380 km/h .

## Galeria

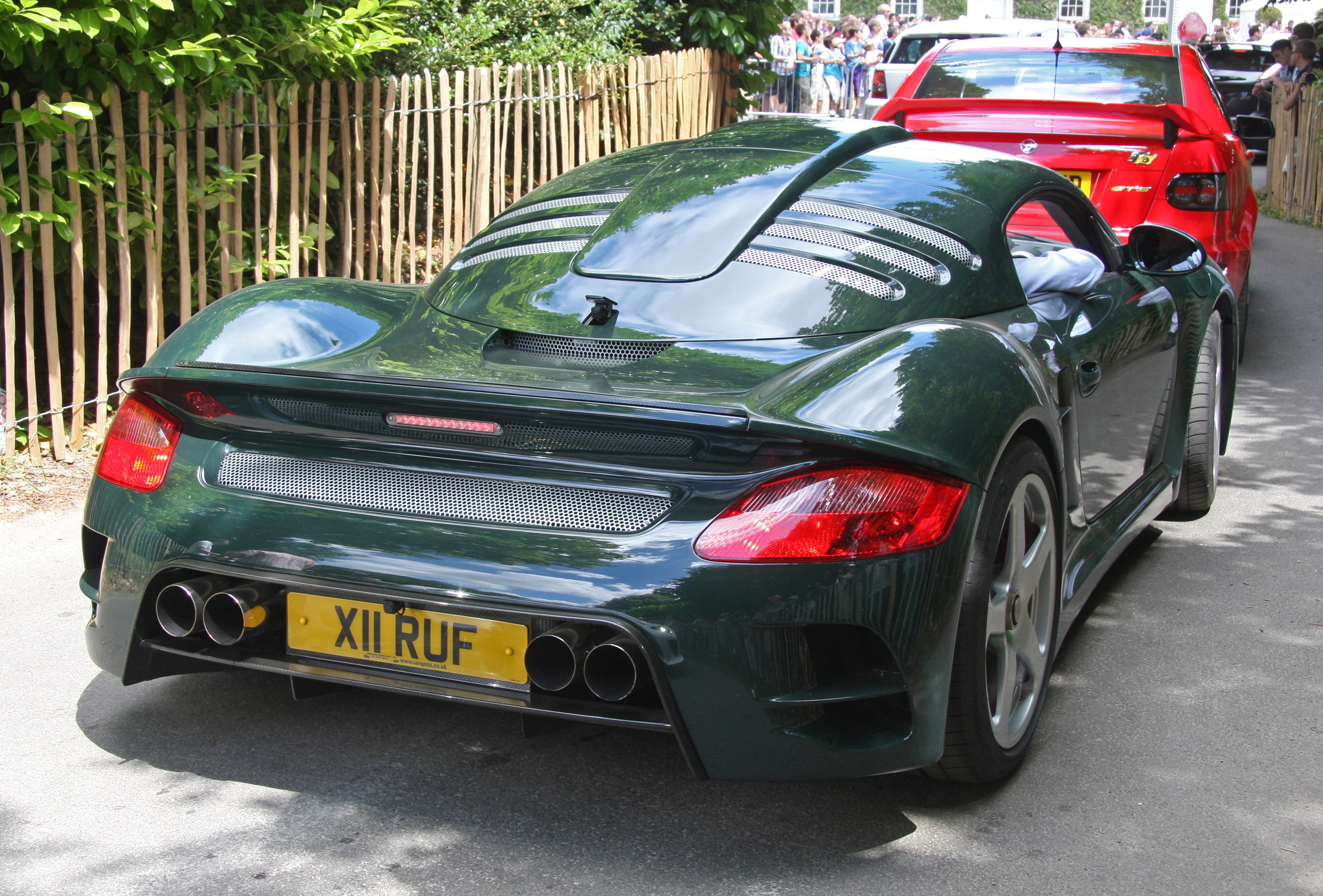
CTR3 (Traseira)
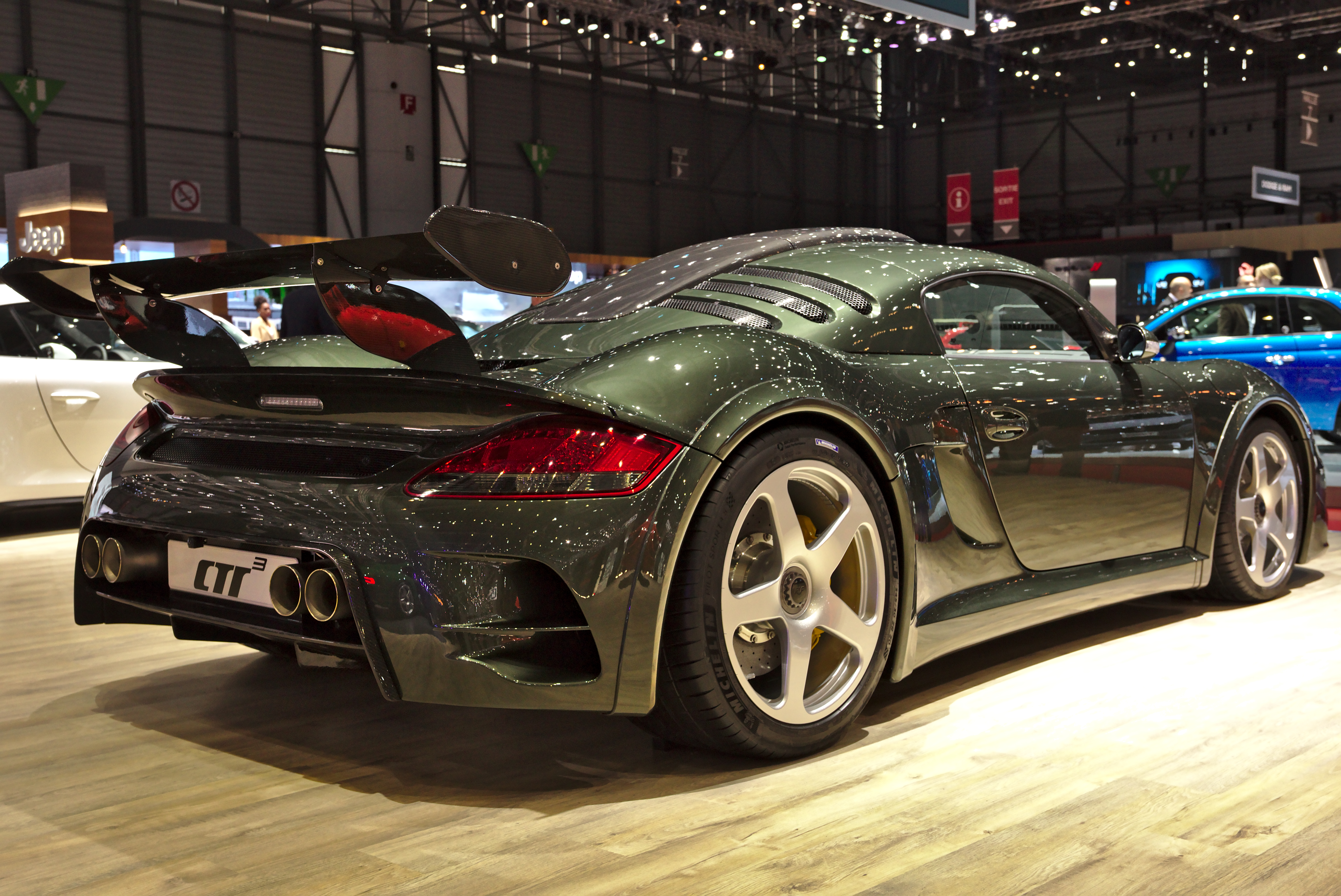
CTR3 Clubsport (Traseira)
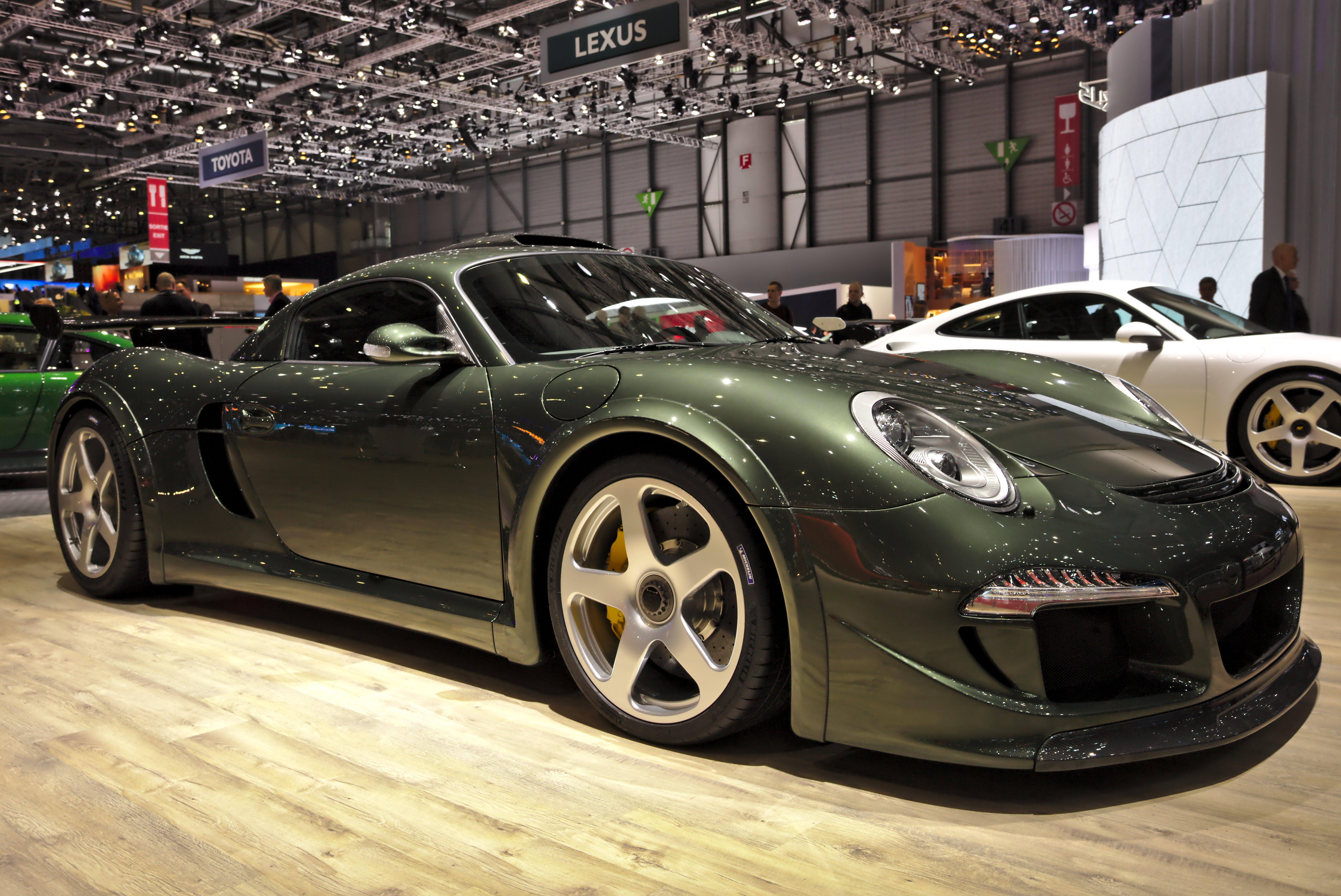
2018 CTR3 Clubsport